# Ilha de Itamaracá (ö)
Ilha de Itamaracá är en ö i Brasilien.   Den ligger i delstaten Pernambuco, i den östra delen av landet, 1 700 km nordost om huvudstaden Brasília. Arean är 61 kvadratkilometer.
Terrängen på Ilha de Itamaracá är platt. Öns högsta punkt är 90 meter över havet. Den sträcker sig 13,8 kilometer i nord-sydlig riktning, och 7,3 kilometer i öst-västlig riktning.
Följande samhällen finns på Ilha de Itamaracá:
- Itamaracá